# Демків Катерина Степанівна
Демків Катерина Степанівна (нар. 13 грудня 1926, с. Пуків — українська мисткиня, майстриня вишивки. Член НСМНМУ з 1993 р.

## Біографія
Народилася 13 грудня 1937 р. у с. Пуків Рогатинського району Івано-Франківської області
Закінчила Львівський учительський інститут у 1947 р. та Дрогобицький державний педагогічний інститут імені Івана Франка у 1965 р.
Працювала викладачкою української мови та літератури у школах Рогатинського району (1944–1951 р.), завучем Чесницької школи (1954–1955 р.), інспекторкою шкіл Рогатинського району (1954–1955 р.). Після одруження трудилася у школі інтернаті № 5 у Львові (1955–1971 р.), у Львівській школі № 31 (1974–1985 р.).
Вишиває з дитячих років. Володіє техніками художньої вишивки: хрестик, низинка, занизування, лічильна гладь, різні види мережок, виколювання та ін.
Член НСМНМУ з 1993 р. Учасниця багатьох обласних, всеукраїнських та міжнарадних виставок.
Мешкає у Львові.